# Santa Claus (film)
Santa Claus is een Mexicaanse film uit 1959. De film werd geregisseerd door René Cardona en geschreven door Cardona en Adolfo Torres Portillo. Een Engelstalige versie werd door regisseur K. Gordon Murray gemaakt voor de Amerikaanse markt.

## Verhaal
De film speelt zich af in de jaren 50 van de 20e eeuw, en draait om de Kerstman. Volgens de verteller bevindt de werkplaats van de Kerstman zich niet op de noordpool, maar ver in de ruimte net boven de noordpool. De Kerstman is bezig met de laatste voorbereidingen voor Kerstmis en zijn reis naar de aarde. Zijn werkplaats, bekend als “Speelgoedland” wordt in de film niet bemand door elfen, maar door vertegenwoordigers van aardekinderen. Zij zijn gegroepeerd per natie en religie.
Ondertussen is in de hel Lucifer bezig met een plan om kerst te verstoren. Hij geeft zijn hoofddemon Pitch de opdracht naar de aarde te gaan en alle kinderen tegen de Kerstman op te zetten. Pitch kan normaal niet worden gezien of gehoord door stervelingen, maar hij kan zichzelf kenbaar maken in hun dromen en gedachten.
Op een drukke marktplaats treft Pitch zijn eerste slachtoffers: Lupita, Billy en drie naamloze broers. Pitch probeert Lupita te verleiden tot het stelen van een pop uit een marktkraam, maar ze weigert. Hij slaagt er echter wel in de broers ertoe te verleiden om een winkelruit te breken. De Kerstman ontdekt wat er gaande is, maar daar hij niet naar de aarde kan voor de zon op kerstavond ondergaat is hij niet in staat in te grijpen. Wel besluit Pitch scherp in de gaten te houden.
Als extra voorbereiding bezoekt de Kerstman de legendarische tovenaar Merlijn. Hij geeft de Kerstman enkele magische hulpmiddelen, zoals slaappoeder (om diegenen die wakker willen blijven om de Kerstman te zien in slaap te helpen) en een bloem waarmee de Kerstman op commando kan verdwijnen en verschijnen. Hij bezoekt tevens vulcanus, die hem een sleutel geeft die op elke deur past. Wanneer de Kerstman die avond zijn slee klaarmaakt, ziet men dat zijn rendieren mechanisch zijn en moeten worden opgewonden met een sleutel.
Zodra de Kerstman op aarde arriveert, probeert Pitch hem op elke mogelijke manier tegen te werken. Maar al zijn plannen falen. Wanner de Kerstman bij Billy’s huis arriveert, ontdekt hij dat de jongen alleen thuis is. Zijn ouders zijn naar een restaurant. Vermomd als ober bezoekt hij dit restaurant en serveert de ouders een cocktail die hen doet inzien hoe belangrijk Billy voor hen is. Ondertussen vindt Pitch de alleen gelaten slee en probeert deze te stelen. Ook dit mislukt omdat de rendieren hem niet gehoorzamen. Wel slaagt hij erin de Kerstman zijn slaappoeder en bloem afhandig te maken, zodat de Kerstman kwetsbaarder wordt.
Wanneer de Kerstman een groot huis bezoekt, wordt hij aangevallen door een hond. Zonder zijn bloem en poeder kan hij zich niet verdedigen en klimt in een boom. Pitch wekt de inwoners van het huis en belt de brandweer, in de hoop dat de Kerstman zo spoedig gezien zal worden door honderden mensen. Tot overmaat van ramp komt de zon bijna op en zonlicht zal de mechanische rendieren vernietigen. Merlijn komt de Kerstman op het laatste moment te hulp en brengt hem in veiligheid. Pitch blijft woedend achter, en wordt blijkbaar verslagen wanneer de toegesnelde brandweer hem per ongeluk natspuit.
De Kerstman keert terug naar zijn werkplaats, terwijl de verteller het verhaal beëindigt met twee zinnen uit het Nieuwe Testament.

## Rolverdeling
| Acteur                        | Personage            | Opmerkingen    |
| ----------------------------- | -------------------- | -------------- |
| José Elías Moreno             | Santa Claus          |                |
| Cesáreo Quezadas 'Pulgarcito' | Pedro                | als Pulgarcito |
| José Luis Aguirre 'Trotsky'   | Precio (Pitch)       |                |
| Armando Arriola               | El mago Merlín       |                |
| Antonio Díaz Conde hijo       | El Niño Rico (Billy) |                |
| Ángel Di Stefani              | Vulcano              |                |
| Lupita Quezadas               | Lupita               |                |

## Achtergrond
Santa Claus werd geproduceerd door Guillermo Calderón. Het filmen vond plaats in de Churubusco-Azteca Studio in Mexico.
De originele Spaanstalige versie van de film is drie minuten langer dan de Engelstalige.
Santa Claus werd aanvankelijk gezien als een financieel succes in verschillende bioscopen gedurende de jaren 60 en 70. Bij veel Amerikaanse televisiezenders werd de film standaard onderdeel van het programma rond kerst. In meer recente jaren heeft de film een sterke cultstatus verkregen. Desondanks kreeg de film steeds slechtere kritieken. Sinds 2008 staat de film in de Internet Movie Database’s lijst van 100 slechtste films. Tevens werd de film bespot in de televisieserie Mystery Science Theater 3000.

## Prijzen en nominaties
In 1959 won Santa Claus de Golden Gate Award voor Best International Family Film.